# Wilsden
Wilsden är en ort och civil parish i Bradford i Storbritannien. Den ligger i grevskapet West Yorkshire och riksdelen England, i den centrala delen av landet, 280 km norr om huvudstaden London. Wilsden ligger 216 meter över havet och antalet invånare är 3 779.
Terrängen runt Wilsden är kuperad åt nordväst, men åt sydost är den platt.Runt Wilsden är det tätbefolkat, med 530 invånare per kvadratkilometer. Närmaste större samhälle är Bradford, 7,7 km öster om Wilsden. Trakten runt Wilsden består i huvudsak av gräsmarker.